# くるみ割り人形 (アニメーション)
『くるみ割り人形』（くるみわりにんぎょう）は、E.T.A.ホフマンの童話『くるみ割り人形とねずみの王様』、およびそれに基づくチャイコフスキーの音楽によるバレエ『くるみ割り人形』を原作としたアニメーション作品である。いくつかの作品が制作されている。

## 1973年のソ連時代のアニメ映画
『くるみ割り人形』（原題:Щелкунчик 英題:The Nutcracker）は、1973年のソビエト連邦時代の作品である。ヒホン国際青少年映画祭グランプリ受賞作。ソ連動画スタジオ製作。
旧ソ連製作の短編アニメーション映画。チャイコフスキーの音楽に乗せたファンタジーアニメ。
スタッフ
- 監督：ボリス・スチェパンツェフ
- 脚本：B・ルーリン、B・スチェパンツェフ
- 美術：A・サフチェンコ、N・エルイカロフ

ビデオ情報
- 型番:AN-1002　収録:カラー/30分/日本語スーパー
- 製作:ソ連動画スタジオ
- 販売:大映ビデオ

※現在は廃版である。

## 1990年のアニメ映画
『くるみ割り人形』（The Nutcracker Prince）は、カナダ製作ののアニメ映画である。日本では1993年にVHSのビデオが限定発売された。
- 監督:ポール・シブリ

## 1999年のアニメ映画
「くるみ割り人形〜マリーとおかしな仲間たち」を参照

## 2004年のアニメ映画
『くるみ割り人形』（The Nutcracker and the Mouseking）は、米・独・露合作のアニメ映画である。 
- 監督:タチャーナ・イリーナ

## 2015年のアニメ映画
『くるみ割り人形』（The Nutcracker Sweet）はペルーで製作されたCGアニメである。
- 監督：エドゥアルド・シュルト
- 製作：ヒューゴ・ローズ	エイブラハム・ヴァームブランド
- 脚本：シェア・フォンタナ
- 音楽：ジュリオ・ヴェラルデ・アルヴァレス

## その他アニメ化作品
- トムとジェリーのくるみ割り人形
- ファンタジア
- ハローキティのくるみ割り人形
- まんが世界昔ばなし　116話
- バービーのくるみ割り人形　CGアニメ。